# George T. Haber
George T. Haber, născut în 1954, la Oradea, într-o familie de evrei, este unul dintre cei mai bogați români din Statele Unite, cu o avere estimată la 100 milioane dolari.

## Biografie
În liceu, a înființat o discotecă, pe care a încropit-o cu magnetofonul și benzile aduse de acasă. Pe atunci era elev în clasa a XI-a și cânta, alături de câțiva prieteni, printre care și actorul Adrian Pintea, într-o trupă de rock.
Când membrii trupei s-au risipit, a pus pe picioare prima discotecă din Oradea, care l-a transformat, în scurt timp, într-un adevarat star al orașului. După terminarea liceului, a emigrat în Israel.
În 1988 a terminat facultatea de electronică  de la universitatea Technion din Haifa și a plecat în California să lucreze în Silicon Valley. După câțiva ani de lucru la Daisy Systems, Sun Microsystems și SGI, a început prima sa afacere: compania „CompCore Multimedia”, care se ocupa cu rularea de filme în format DVD pe calculator. La sfârșitul anilor '90, compania a fost cumpărată de Zoran, un important furnizor de tehnologie pentru divertismentul digital, cu 80 milioane de dolari.
A doua afacere înființată a fost GigaPixel, pe care a început-o cu șase milioane de dolari obținuți de partenerii de la Silicon Graphics (SGI). Și această companie a vândut-o, pentru 180 milioane dolari, companiei 3DFx, preluată apoi de Nvidia.
Și pe următorul start-up, Mobilygen, l-a vândut după numai cinci ani de activitate, în octombrie 2008, pentru 33 milioane dolari. În aprilie 2009 era implicat în CrestaTech, care a lansat în 2008 CrestaTV Universal Broadband Receiver - un tuner radio și tv pentru laptopuri.

## Legatură externă
- Profilul de LinkedIn al lui George T. Haber